# Битунг
Битунг — город в провинции Северный Сулавеси, Индонезия. Представляет собой городской муниципалитет (индон. Kota). Население — 187 652 чел. (по данным 2010 года).

## География

Расположение города на карте полуострова Минахаса.

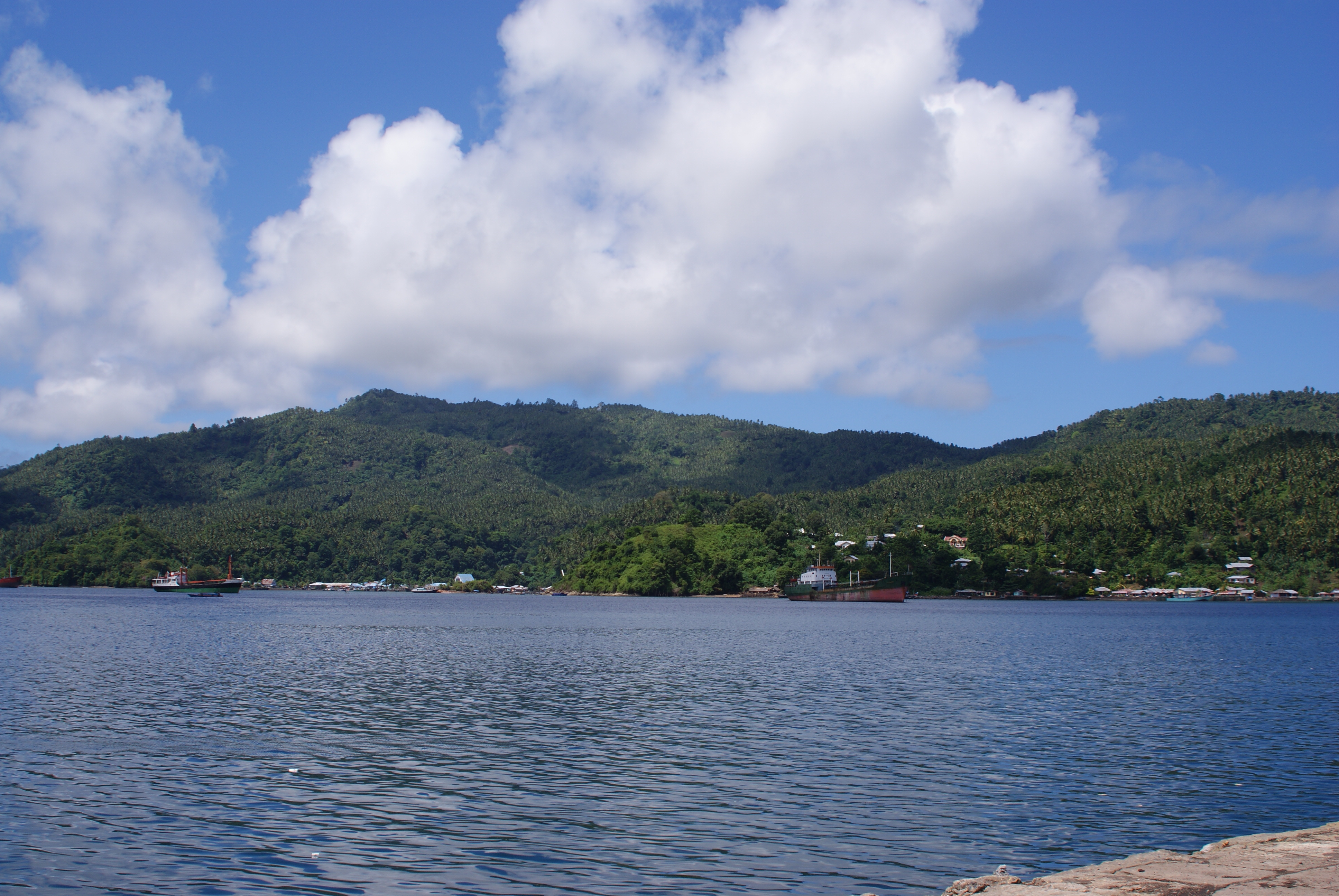
Вид на остров Лембех из городского порта.

Город расположен на северо-восточной оконечности полуострова Минахаса, то есть, на самом северо-востоке острова Сулавеси, примерно в 30 км к востоку от города Манадо.

## Население
Численность постоянного населения Битунга на 2010 год составляет 187 652 человека. Это шестой показатель среди всех городов провинции Северный Сулавеси.

## История
7 июля 1947 года был образован административный округ, включивший в себя 11 местных деревень с общим населением 13 482 чел. «Локомотивом» народного хозяйства новообразованного округа с самого начала стали море и всё, что с ним связано — уже в 1950 году был построен морской порт.
К 1971 году здесь насчитывалось уже 28 деревень с общим населением в 59 549 чел. Согласно указу от 10 апреля 1975 года Битунг был преобразован в город, разделённый на 3 района: Северный (индон. Kecamatan Bitung Utara), Центральный (индон. Kecamatan Bitung Tengah) и Южный (индон. Kecamatan Bitung Selatan).
15 августа 1990 года Битунг получил статус муниципалитета. Были определены его площадь (304 км²) и состав (3 городских района и 44 деревни и посёлка). В дальнейшем происходили ещё реформы местного административного управления: в 1996 году был образован ещё один район, затем, в 2001 году, Битунг был подразделён на 5 районов и 60 посёлков и деревень, и, наконец, в 2007 году, было установлено нынешнее деление города: 8 районов и 69 деревень и посёлков, подчинённых муниципалитету.

## Административное деление и власть

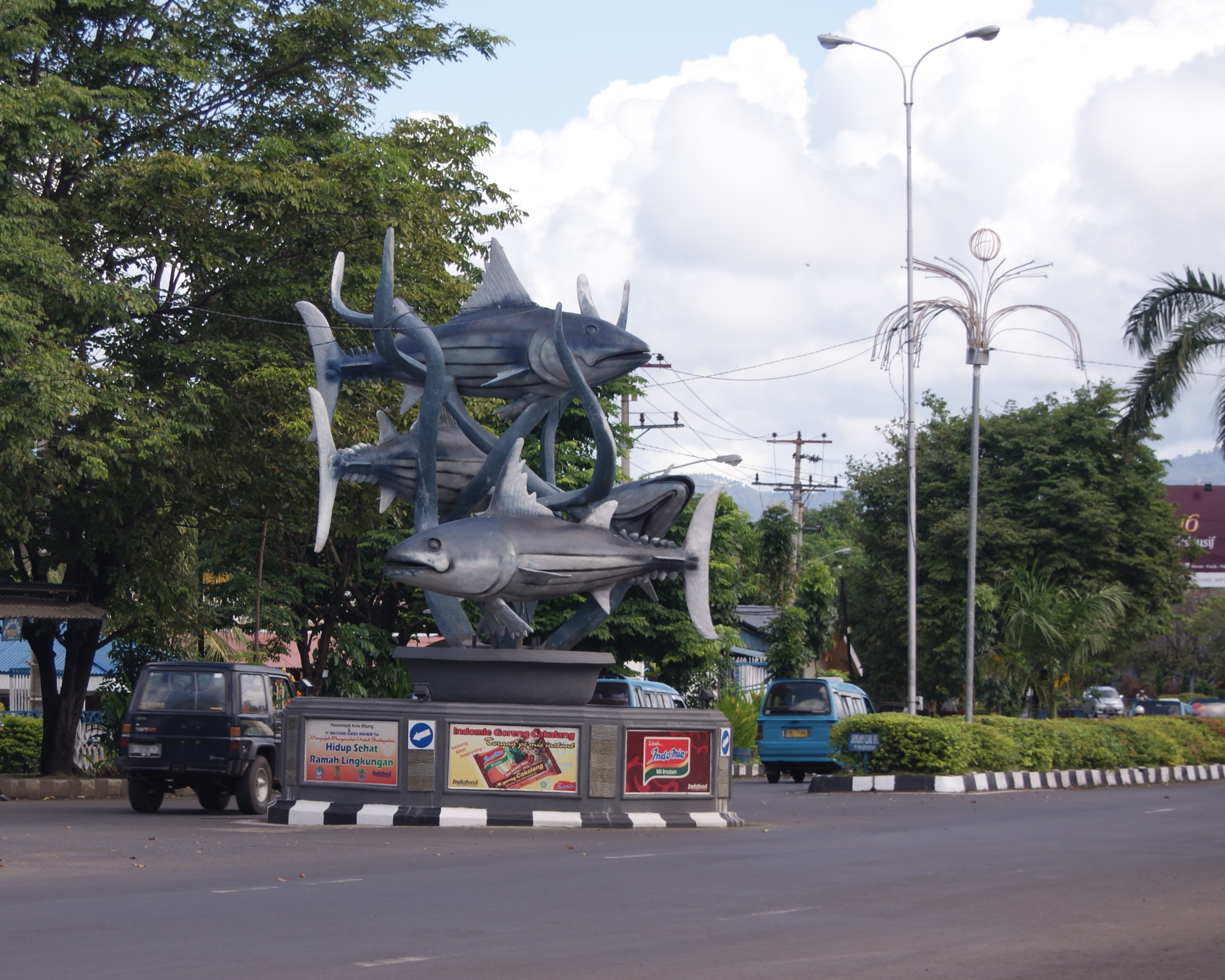
Статуя, изображающая рыб чакаланг (Ikan Cakalang).

На данный момент городской муниципалитет Битунг делится на 8 районов (англ. Kecamatan), включающих в себя также в общей сложности 69 сельских населённых пунктов:
1. Ranowulu (включая 11 деревень)
2. Matuari (включая 8 деревень)
3. Girian (включая 7 деревень)
4. Madidir (включая 8 деревень)
5. Maesa (включая 8 деревень)
6. Aertembaga (включая 10 деревень)
7. Lembeh Utara (включая 10 деревень)
8. Lembeh Selatan (включая 7 деревень)

На 2011 год должность мэра (индон. Walikota) занимает Ханни Сондакх, вице-мэра (индон. Wakil Walikota) — Роберт К. Лахиндо.

## Экономика

### Торговля

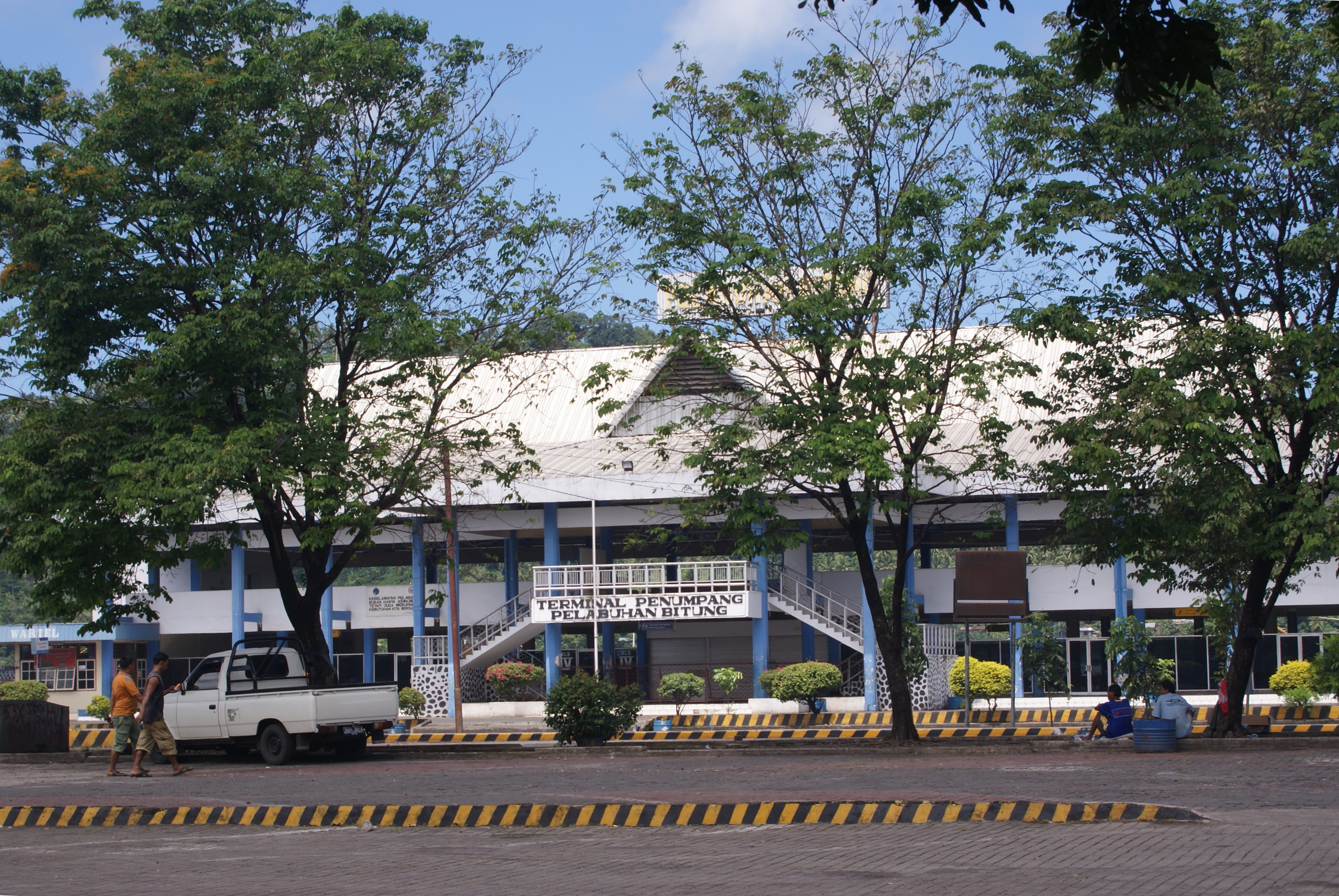
Причал для пассажирских судов в порту Битунга.

Одной из важнейших составляющих экономики города является портовая торговля, осуществляемая через местный морской порт, принимающий суда, прибывающие не только из других индонезийских городов, но и из-за рубежа. Как следствие, Битунг является значительным торговым центром. Также определённую долю в экономике города составляет туризм.

### Сельское и рыбное хозяйство
Значение сельского хозяйства в городской экономике неуклонно снижается в последние годы. Зато увеличивается приток рабочей силы в промышленность, торговлю и сферу услуг. Тем не менее, в окрестностях города по-прежнему в большом количестве выращиваются различные сельскохозяйственные культуры, прежде всего, кукуруза (2236,51 т), рис (555,6 т), маниока и сладкий картофель (вместе — 8309 т), фрукты (245,36 т), арахис (143,97 т) и др. (все данные — на 2005 год). Так как город располагается на берегу моря, то это не могло не привести к высокой развитости рыбной отрасли. В 2005 году было выловлено 133 924,8 тонны рыбы, что на 0,66 % больше, чем за предыдущий год.

### Промышленность
На 2004 год в сфере промышленного производства в Битунге трудились 21 755 человек. Тогда же в развитие промышленности было привлечено инвестиций на сумму в 541 670 млн рупий, что на 23 % превысило аналогичный показатель предыдущего года. Как уже было упомянуто выше, промышленный сектор города всё больше служит местом притяжения рабочей силы. Это способствует решению проблемы трудоустройства.

### Инфраструктура

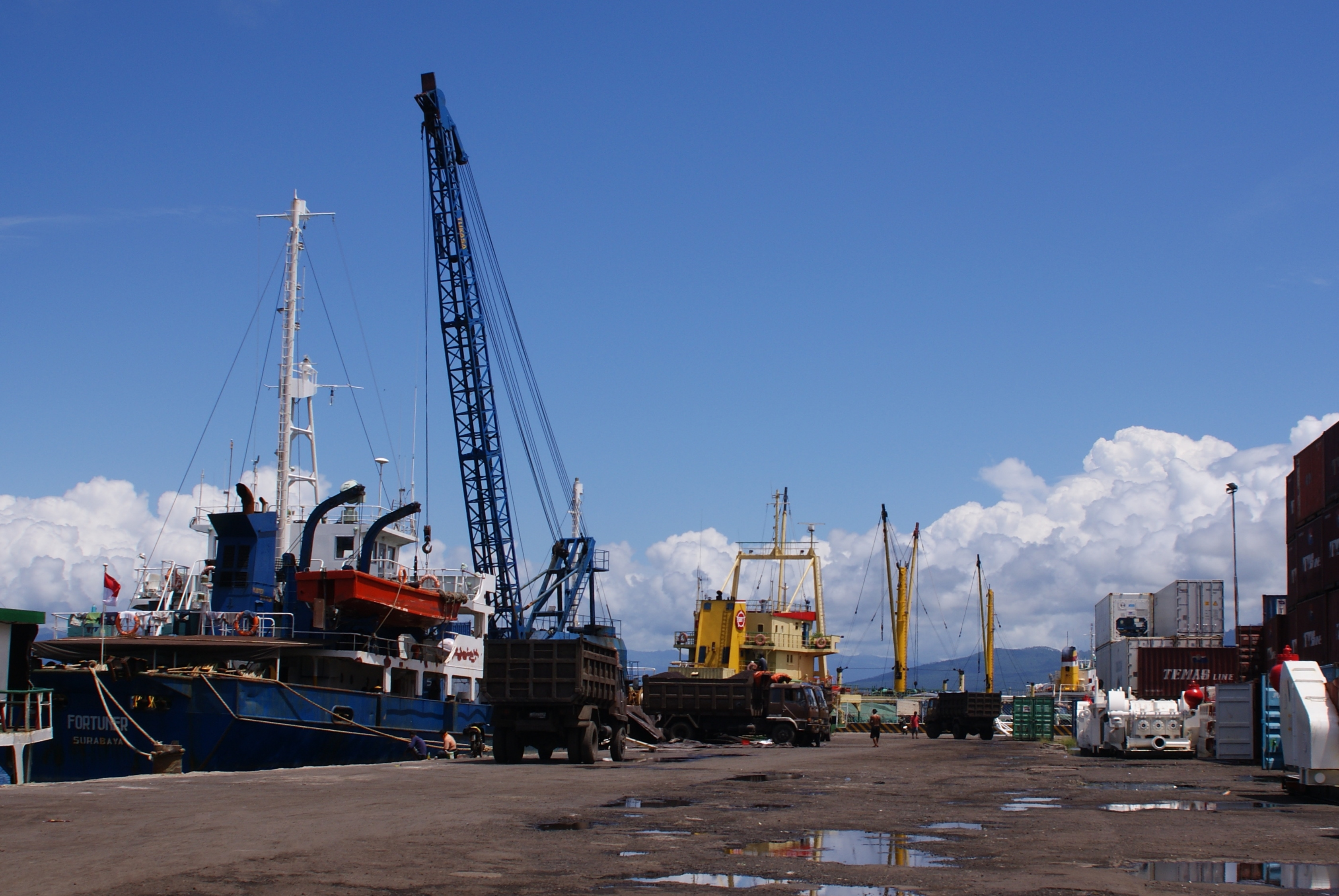
Городской порт.

На 2005 год протяжённость дорог в Битунге составляла 232,43 км. Властями города уделяется большое внимание дальнейшему развитию как транспортной, так и портовой инфраструктуре, строительству новых больниц, школ и др., ввиду того, что это способствует как созданию новых рабочих мест в краткосрочной перспективе (на период строительства), так и повышению уровня образования и медицинского обеспечения, а также превращению Битунга в крупнейший торговый и туристический центр — в средне- и долгосрочной.

### Образование
На 2005 год в городе насчитывалось: 61 детский сад, 96 начальных школ, средних и старших школ — 29 и 22 соответственно.